# Białe Błoto (Basse-Silésie)
Pour les articles homonymes, voir Białe Błoto.
Białe Błoto est une localité polonaise de la gmina de Dobroszyce, située dans le powiat d'Oleśnica en voïvodie de Basse-Silésie.